# Abdo Aref Kudri
Abdo Aref Kudri (Paranaguá, 5 de novembro de 1928 – Curitiba, 14 de agosto de 2009) foi um jornalista brasileiro.

## Biografia
Abdo Kudri, de ascendência árabe, nascido no seio de uma família libanesa, veio ao mundo na cidade litorânea de Paranaguá no final da década de 1920. Filho de Aref Kudri com d. Izabel e irmão de Jorge Kudri, este parnanguara trocou os campos de peladas e as rodadas de peão com os colegas para trabalhar como entregador de jornal e engraxate e assim auxiliar, com os tostões que ganhava, o sustento da família. Ainda criança e com uma visão empreendedora, característica que o acompanhou pelo resto da vida, viu a oportunidade de aumentar seus ganhos prestando serviços dentro do porto, com os navios cargueiros que chegavam de todas as partes do mundo. Esta oportunidade ocorreu quando Abdo observava que os cargueiros recém-chegados sempre buscavam mão-de-obra no porto com a finalidade de cumprir várias tarefas: umas mais pesadas, como carga e descarga; outras mais brandas, como o serviço de mensageiros, guias para a tripulação ou mesmo os ágeis préstimos de um menino vivaz como ele, que pudesse lhes comprar com desembaraço alguns produtos em terra - inclusive medicamentos.
Ainda na adolescência em Paranaguá teve alguns textos publicados do jornal local, o “Jornal do Comércio”.
Após a adolescência muda-se para o interior de São Paulo por um curto período e logo após retorna ao Paraná, onde vai morar em Curitiba e ingressa nos cursos de Direito da Universidade Federal do Paraná e no de Economia da Faculdade do Paraná.
Em 1949, a convite, passa a trabalhar no jornal Gazeta do Povo como jornalista. Em 1951 transfere-se para o mesmo jornal que na infância ele vendia na estação ferroviária de Paranaguá, o “Diário da Tarde”. Inicia como repórter no Diário chegando a ser editor – chefe do jornal.
Ainda nos anos de 50 lança uma série de jornais quinzenais de pequeno formato para distribuir em cidades como: Guaratuba, São José dos Pinhais e Lapa.
Esses jornais quinzenais são o início de sua visão empreendedora e em 1958 resolve alçar voos maiores. Neste ano lança o matutino “Correio do Paraná” para os leitores da capital. Por problemas de saúde, em 1959 Abdo vende o Correio para Alberto Franco Ferreira da Costa. O Correio do Paraná fecharia suas portas em 1966.
Com a saúde já recuperada, Abdo Kudri retoma seus projetos empreendedores no meio jornalístico e no dia 4 de março de 1963 lança o jornal ”Diário Popular” num momento de tensão política no país. Vencendo as dificuldades em manter um jornal durante a ditadura, o Diário Popular cresceu, tornando-se uma referência em Curitiba e valorizando as causas paranistas e o povo paranaense, com uma circulação ininterrupta até agosto de 2010, quando a família Kudri anunciou o encerramento das atividades deste periódico.
Em 1979 ajudou a criar a Associação dos Jornais Diários e Revistas do Estado do Paraná, ao lado dos empresários Francisco Cunha Pereira Filho e Paulo Pimentel.
Em 1994 é eleito presidente do Sindicato das Empresas Proprietárias de Jornais e Revistas do Estado do Paraná (SINDEJOR).
Na sexta-feira, dia 14 de agosto de 2009, Abdo Aref Kudri faleceu por complicações cardíacas, na cidade Curitiba, aos 80 anos 09 meses.